# Tenuignathia rikerae
Tenuignathia rikerae är en djurart som tillhör fylumet käkmaskar, och som beskrevs av Wolfgang Sterrer 1976. Tenuignathia rikerae ingår i släktet Tenuignathia och familjen Mesognathariidae. Inga underarter finns listade i Catalogue of Life.